# Пфаттер
Пфаттер (нім. Pfatter) — громада в Німеччині, розташована в землі Баварія. Підпорядковується адміністративному округу Верхній Пфальц. Входить до складу району Регенсбург.
Площа — 48,14 км2. Населення становить 3213 ос. (станом на 31 грудня 2020).